# Komisja Rządu Tymczasowego Wielkiego Księstwa Litewskiego

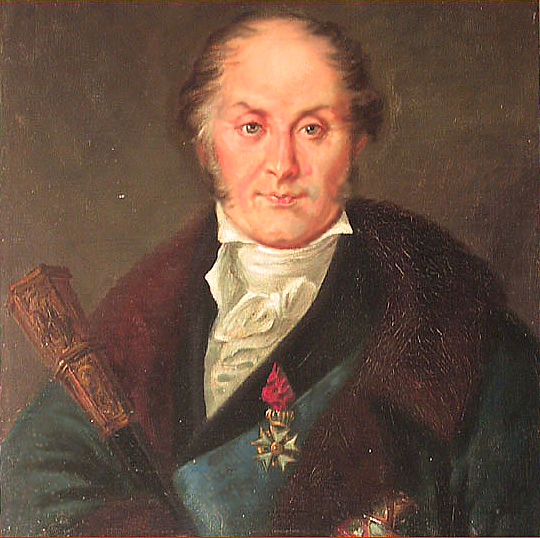
Stanisław Sołtan

Komisja Rządu Tymczasowego Wielkiego Księstwa Litewskiego, Komisja Rządząca Tymczasowa Litewska – organ tymczasowej administracji ziem Wielkiego Księstwa Litewskiego wyzwolonych przez oddziały Wielkiej Armii w czasie wojny z Rosją w 1812. Powołana 1 lipca 1812 rozkazem dziennym cesarza Francuzów Napoleona I Bonaparte. Do głównych jej zadań należało stworzenie litewskich sił zbrojnych oraz zapewnienie aprowizacji wojskom napoleońskim.
Prezesi:

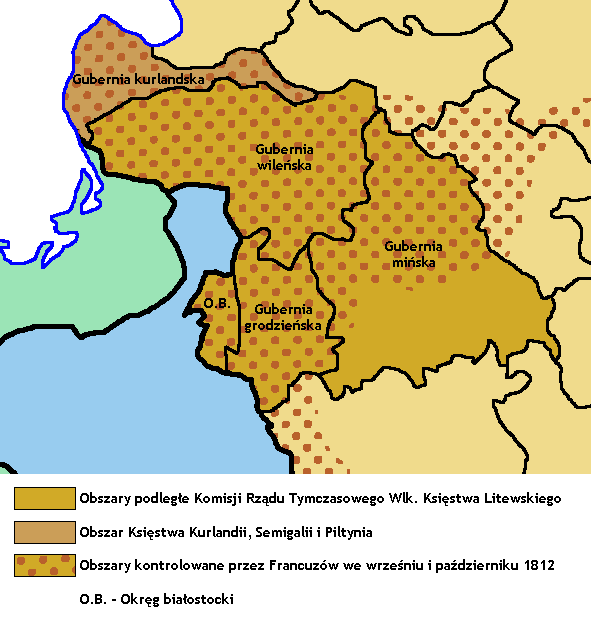
Gubernie, które miały być podporządkowane komisji

- Józef Sierakowski (p. o. do 18 lipca 1812)
- Stanisław Sołtan (od 18 lipca do 24 sierpnia 1812)
- Dirk van Hogendorp (od 24 sierpnia do 29 września 1812)
- Stanisław Sołtan (od 29 września 1812 do lipca 1813)

Sekretarz generalny:
- Józef Ignacy Kossakowski

Członkowie:
- Louis Pierre Édouard Bignon (rezydent francuski)
- Franciszek Jelski
- Aleksander Stanisław Potocki (od 7 lipca 1812)
- Karol Prozor (do 8 września 1812)
- Aleksander Antoni Sapieha
- Jan Śniadecki (od 7 lipca 1812)
- Józef Sierakowski
- Ignacy Tyzenhauz (od września 1812)

Nadzór nad komisją sprawował były rezydent francuski w Księstwie Warszawskim komisarz Louis Pierre Édouard Bignon. Faktyczą władzę sprawował jednak holenderski generał Dirk van Hogendorp, były gubernator Jawy, mianowany gubernatorem Wilna.
Napoleon wbrew pokładanym w nim przez Konfederację Generalną Królestwa Polskiego nadziejom nie przywrócił państwowości polskiej na ziemiach polsko-litewskich. Powołał na terenach wyzwolonych jedynie administrację tymczasową, unikając tym samym rozstrzygnięć ostatecznych do czasu pokonania Rosji. Józef Wybicki, wysłany 11 lipca do Wilna z deputacją Rady Generalnej Konfederacji bezskutecznie zabiegał u cesarza o ogłoszenie przywrócenia Królestwa Polskiego, także na ziemiach zabranych.
Dopiero 14 lipca 1812 komisja ta formalnie podporządkowała się Radzie Generalnej Konfederacji Królestwa Polskiego. Po wkroczeniu wojsk rosyjskich na ziemie litewskie pod koniec 1812, działała formalnie poza Litwą.